# Мыс Астафьева
Мыс Астафьева — восточный мыс на входе в бухту Находка Японского моря, расположен на полуострове Трудный. Открыт и нанесён на карты в 1859 году, назван по имени штурмана парохода «Америка» Я. Т. Астафьева в 1860 году.
В районе мыса Астафьева расположены одноимённый микрорайон города с улицей Астафьева, конечная железнодорожная станция Мыс Астафьева, терминалы Торгового порта, Терминал Астафьева, радиотехнический пост системы управления движения судов залива Находка, маяк высотой 19 метров, на оконечности мыса находится пограничная застава и стоянка пограничных кораблей. Имеется также несколько пляжей с восточной стороны полуострова, выходящие в открытое море. Станция Мыс Астафьева является наиболее удалённой от Москвы железнодорожной станцией, имеющей пассажирское сообщение. В 800 метрах к северу от мыса лежит затонувшее судно.

## Описание
В «Гидрографическом обзоре берегов залива Петра Великого и Японского моря», составленный штабс-капитаном М. А. Клыковым сообщалось о «намытой или песчаной кошке у крайнего входа в гавань мыса имени Астафьева».
Согласно Лоции лейтенанта Де-Ливрона (1901) мыс Астафьева имел 100 футов в высоту, с восточной стороны был обрывист, а к северу и северо-западу отделял небольшую низменность, состоящую из намыва гальки и песка, с двумя, лежащими вплотную ее, надводными камнями. И так как западная сторона мыса Астафьева отличалась глубинами, суда обыкновенно становились на якорь против впадины между мысами Астафьева и Линдгольма. Для мелких судов стоянка указывалась перед входом в ковш, севернее мыса Баснина.
По сообщению американского издания (1918) бухта Находка имела хорошую якорную стоянку между мысами Астафьева и «Дача Линдгольма». Примерно в 600 ярдах к юго-западу от мыса Астафьева берег был песчано-галечным, пароходы здесь швартовались возле домов или хижин китайских рыбаков, которые здесь жили.

## История
В 1859 году на карте русскими моряками обозначена пристань лодок корейского посёлка на мысе Астафьева.
Мыс был назван в 1860 году русскими гидрографами в память о штурмане корвета «Америка» — Якова Тимофеевича Астафьева.
В 1869 году китобой О. В. Линдгольма поселился напротив фактории, на мысу, который позднее получил его имя, по предложению Линдгольма построенный дом он был назван «дача Находка». После закрытия фактории Линдгольм решил перевезти дом из Находки во Владивосток, но в 1895 году построил дачу заново. По воспоминаниям Костыриной, прежде рядом с мысом Астафьева располагался хутор Пантишина.
Согласно «Спутнику по Дальнему Востоку» (1910), бухта Находка находилась в 12 часах 25 минут езды от Владивостока, пароходы обыкновенно останавливались вблизи мыса Астафьева, там же на берегу бухты ютились фанзы китайцев, занимавшихся рыбным, капустным и трепанговым промыслами. Несколько далее, на том же берегу бухты, располагались дачные постройки владивостокского купца Линдгольма.

### Консервный завод

#### Завод Федечкина
В 1912 году в бухте Находка имел рыбный участок С. Федечкин. В апреле 1915 года «Товарищество Федечкин и Кº» в приспособленной фанзе в бухте Находка наладило первый выпуск крабовых консервов. Завод располагался на мысе Астафьева. Поставщиками крабов были С. Макарчук и И. Суворов. Весной и осенью выпустили 1920 коробок шримсовых консервов и 18 720 коробок крабовых консервов. Среди оброчных статей за 1917 год был участок Американский № 1 площадью 84,1 десятины, арендованный товариществом «Федечкин», на участке построен консервный (рыбный) завод. В декабре 1919 года «Товарищество Федичкин и К°» решило закрыть своё дело в Находке. В обращении к инспектору рыболовства товарищество испрашивало право заняться рыбным промыслом на полуострове Краббэ в Посьетском районе: «Имея рыбные промыслы в бухте Находка и занимаясь таковым более 12 лет…, оборудовав промысел засолочными средствами и бондарной мастерской… В виду переживаемого времени мы временно лишены возможности продвигать нашу деятельность в бухте Находка».

#### Завод Лисунова
По церковным ведомостям за 1915 год при бухте Находка, среди прочих, проживал Лисунов И. И. — одиночка (без семьи). По воспоминаниям К. З. Костыриной, на мысе Астафьева находился заводик по переработке крабов и рыбы И. И. Лисунова, который был компаньоном Федичкина; там изготавливали консервы; на работу Лисунов набирал много людей; в сезон работало по 70—80 человек; жителей Американки на завод Лисунова перевозили на своих лодках китайцы; он был самым богатым. В 1918 году образовано Правление находкинского посёлка городского типа, секретарём был И. Лисунов. В 1925 году Лисунов был управляющим консервным заводом. Согласно ведомости об уловах за 1926 год арендатором рыбного участка в бухте Находка был Лисунов И. И. (завод Федичкина).
По воспоминаниям Костыриной, в 1927 году Лисунова первым раскулачили и выселили. Согласно справке на кулаков за 1933 год, И. И. Лисунов, 1883 года рождения, осуждён на 10 лет. Обвинялся в том, что имел рыбалки и консервный завод, магазин во Владивостоке, сдавал в аренду принадлежащие ему дома, применял наёмную рабочую силу. Имел семью: жену Ульяну (1885 года рождения), сыновей Владимира (1927 года рождения) и Виктора (1928 года рождения), которые проживали в посёлке Находка. По воспоминаниям Е. Ф. Дерюгиной, «На мысе Астафьева был крабовый завод Лисунова… После него приезжал китаец Чисун-дэ, жена его умерла, а дети росли в семье Дерюгиных. Сам китаец после уехал в Тафуин. В Находке хотел завод рыбный организовать. Дети Володя, Лена, Витя вскоре уехали с отцом Чисун-дэ. Видимо не получилось на м. Астафьева организовать производство». В 1930-х годах после выселения Лисунова в помещениях рыбозавода был открыт филиал Дальгосрыбтреста.

### Хутор Томбанза, посёлок Донбанза-бухта
На территории российского Дальнего Востока встречаются китайские топонимы с компонентами: дунь — «холм», дянь — «высокая вершина горы»; бань — «склон горы», пань — «скала», цзы — суффикс.
В 1926 году на хуторе Томбанза (бывш. Лисунова) проживало 252 человека. В 1926 году в посёлке Донбанза-бухта Донхондонского сельсовета находилось 96 хозяйств, в том числе 45 крестьянского типа и 52 корейских, проживало 223 человека. В сентябре 1939 года Томпанза ТСУ на территории Американского сельского совета была ликвидирована как не имеющая жилых строений.
По воспоминаниям старожила Б. Романова: «В 1931 году молодых учителей г. Партизанска послали на работу в деревню Находку… В посёлке Дальгосрыбтреста, располагавшегося на мысе Астафьева, жизнь была более оживлённой: там было больше молодежи».
На мысе Астафьева находился подлагпункт № 8. Во время Великой Отечественной войны на мысе Астафьева швартовались суда Приморского управления Дальстроя НКВД, перевозившие грузы на Колыму.

### С 1940-х годов
24 июня 1946 года на пароходе «Дальстрой», стоявшем под погрузкой у мыса Астафьева, произошёл мощный взрыв аммонала, в результате чего погибли 105 человек, были уничтожены портовые сооружения, над бухтой и берегом более 2-х часов выпадал чёрный дождь из мазута, взрывом поднятого в небо.
В 1970—1980-е годы в районе мыса Астафьева проходило строительство жилых домов для работников Торгового порта и Жестянобаночной фабрики.

Вид на мыс до взрыва сопок (1931)
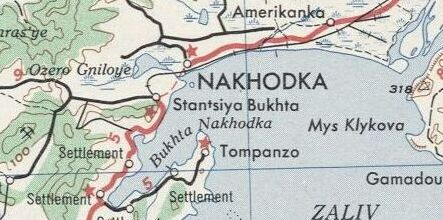
Посёлок Томпанзо и селение у мыса Линдгольма на карте (1947)
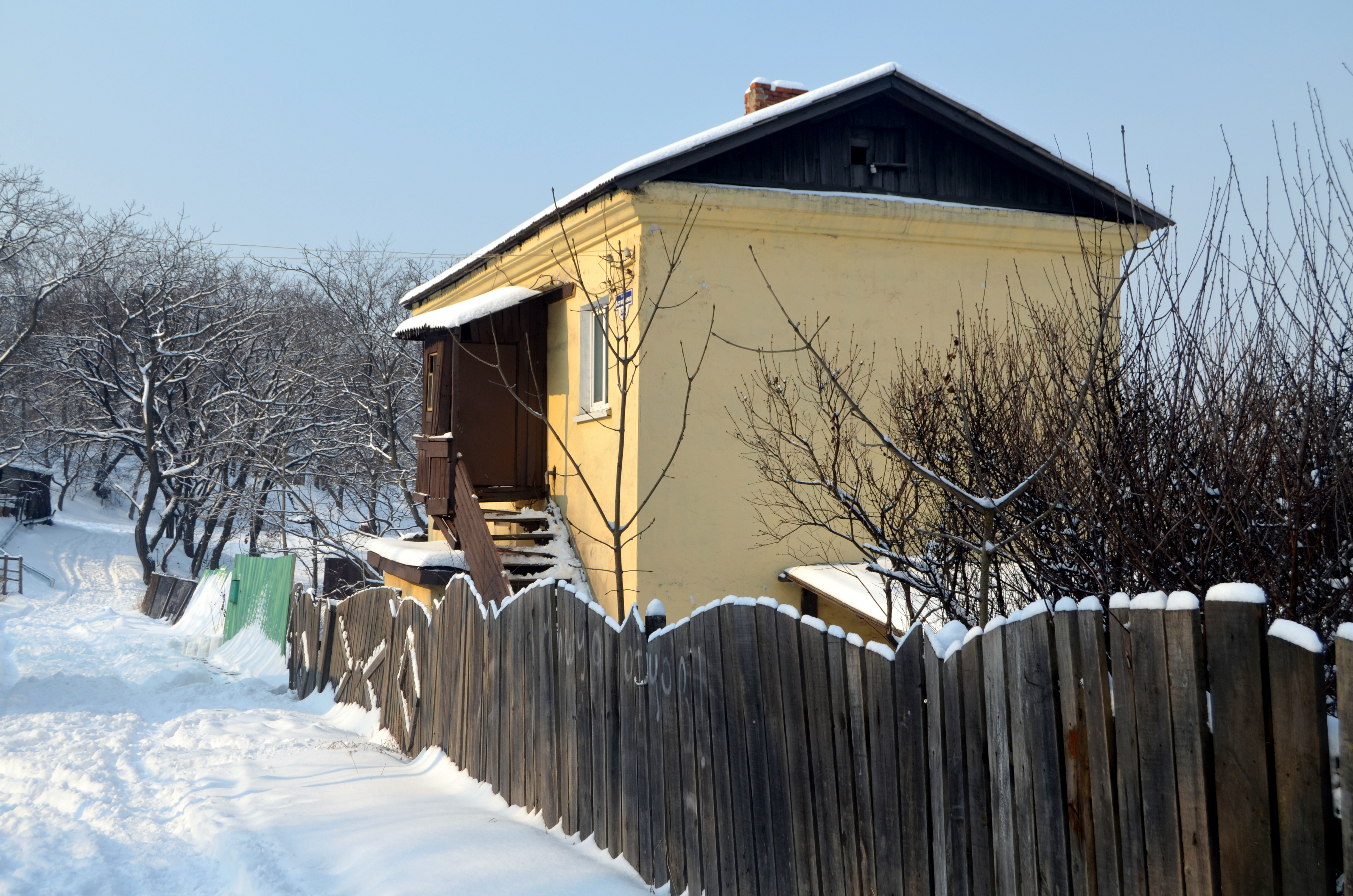
Один из старых домов на ул. Астафьева

## Микрорайон
Мыс Астафьева является наиболее удалённым микрорайоном города: расстояние до центра города на автобусе составляет около 60 минут (при отсутствии заторов на дороге).

### Экология
Преимуществом района является удалённость от транспортных магистралей города, чистый морской воздух. Однако и здесь случаются экологические инциденты. Акваторию пляжа у санатория «Жемчужный» часто покрывают нефтяные пятна (в результате несанкционированных сбросов с кораблей дизельных отходов в залив Находка), от чего резкий запах нефтепродуктов разносится по жилому микрорайону, проникая в квартиры жильцов.
В апреле 2010 года в систему водоснабжения города с котельной Торгового порта был произведён несанкционированный сброс 100 кг мазута, в результате чего микрорайон «мыс Астафьева» на 4 дня был отключён от питьевой воды.